# Evangelische Kirche (Holz)

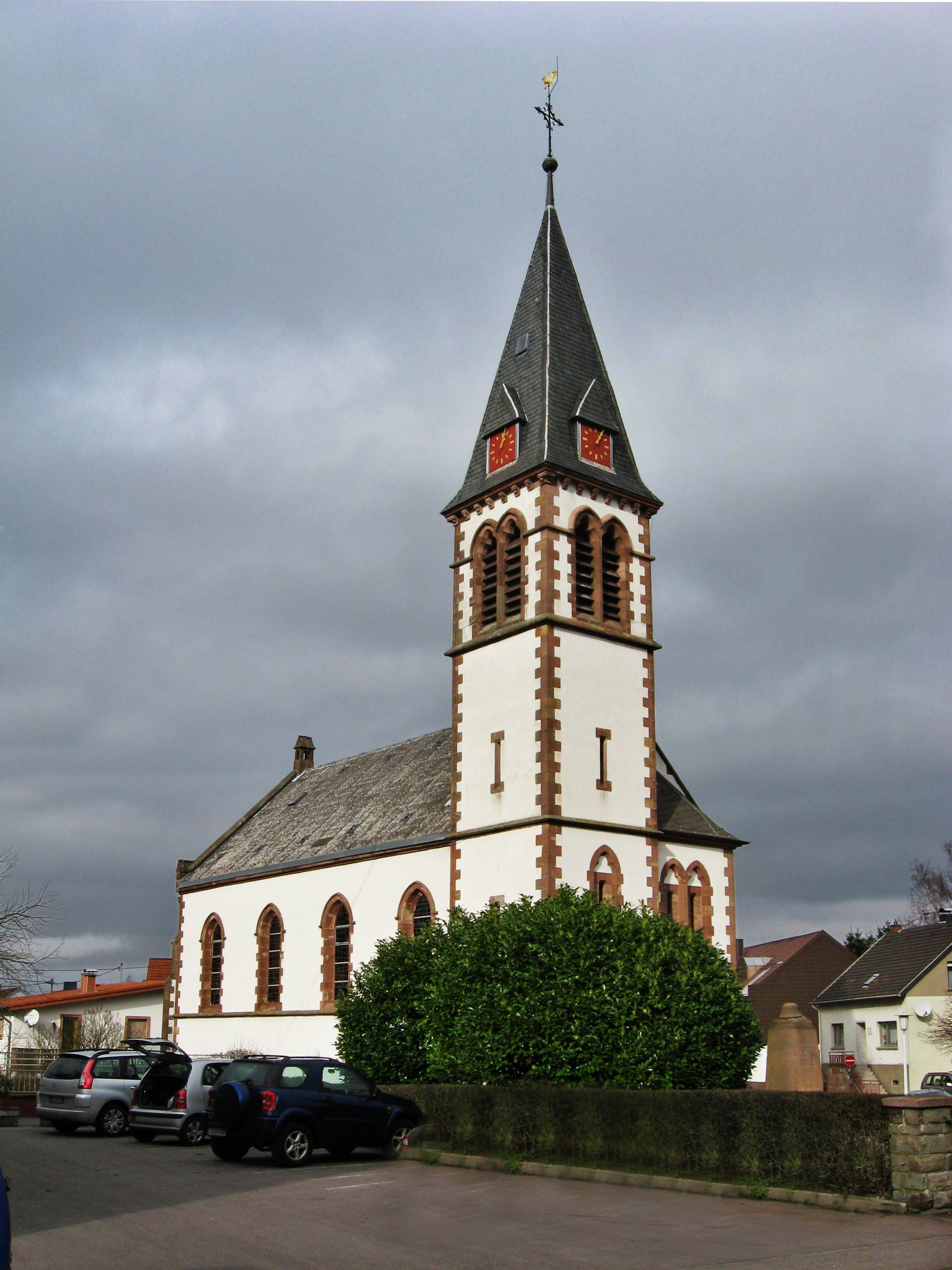
Die evangelische Kirche in Holz

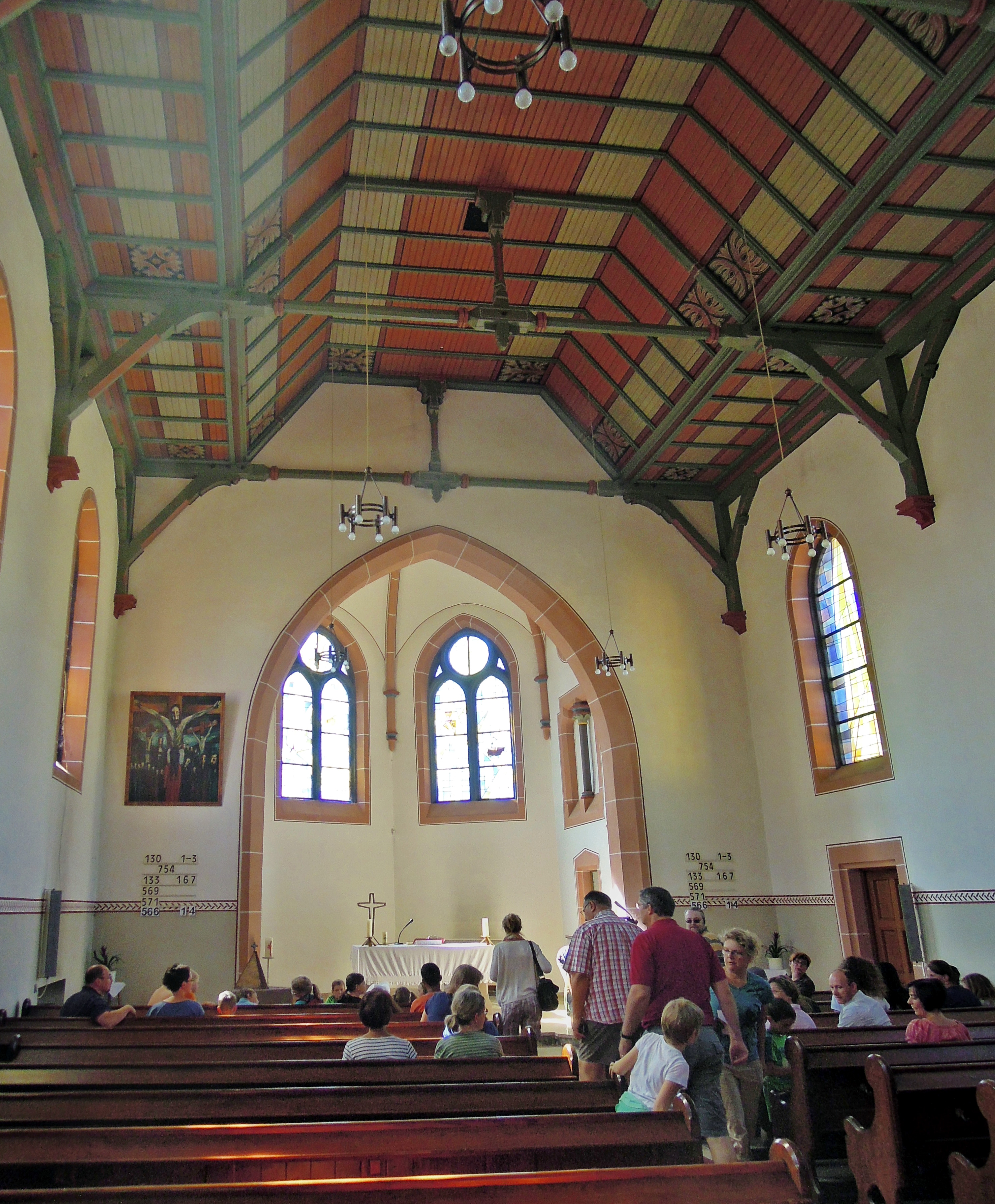
Blick ins Innere der Kirche

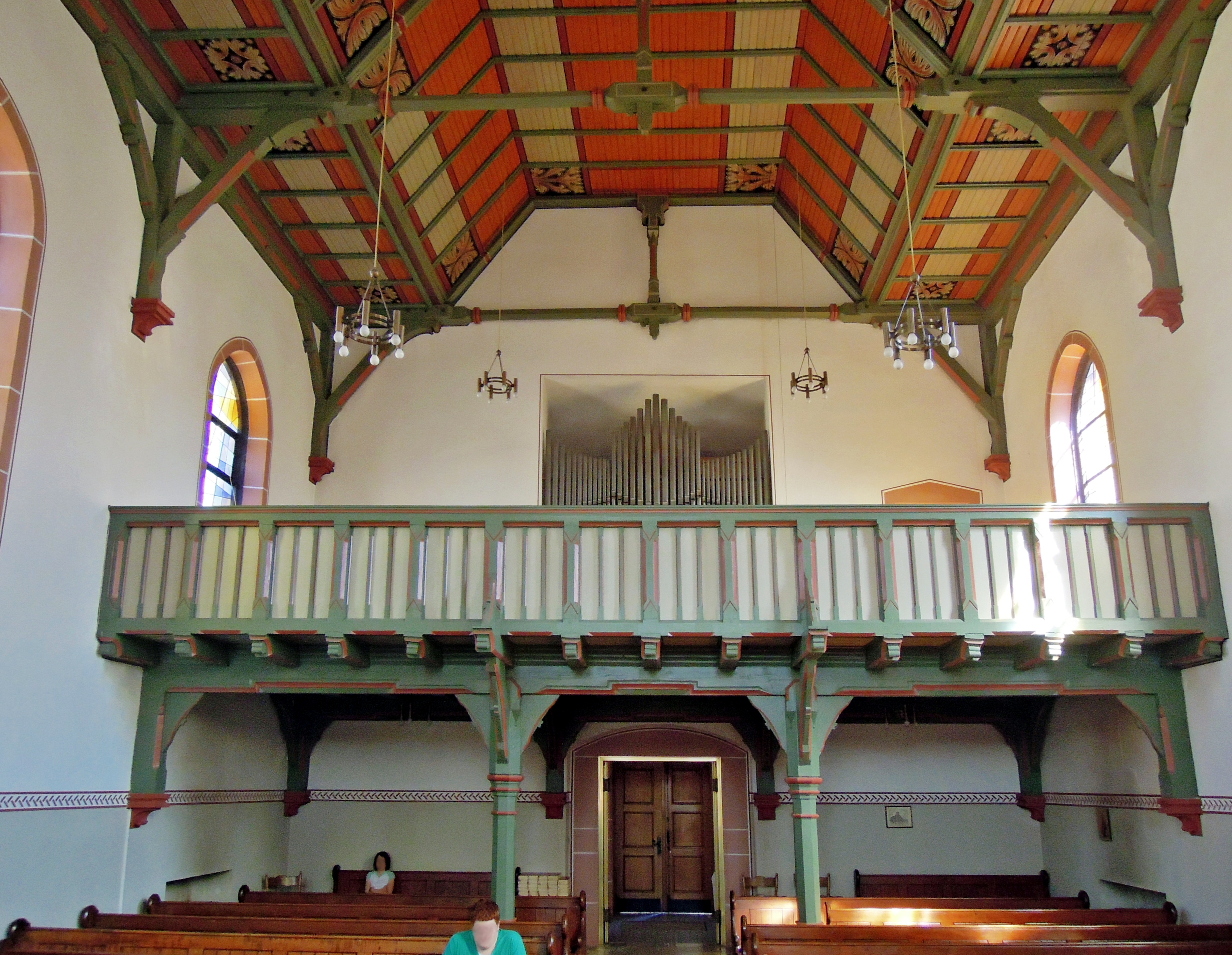
Orgelempore

Die Evangelische Kirche Holz in Holz, einem Ortsteil der saarländischen Gemeinde Heusweiler im Regionalverband Saarbrücken, ist eine Kirche der Evangelischen Kirchengemeinde Wahlschied-Holz. Die Gemeinde ist dem Kirchenkreis Saar-West der Evangelischen Kirche im Rheinland zugeordnet. In der Denkmalliste des Saarlandes ist die Kirche als Einzeldenkmal aufgeführt.

## Geschichte
Durch den Ausbau der Grube Göttelborn kam es in der zweiten Hälfte des 19. Jahrhunderts zu einem vermehrten Zuzug von Bergarbeitern nach Holz und den umliegenden Ortschaften. Unter den Zugezogenen waren auch viele evangelische Christen, sodass im Jahr 1895 in Holz eine evangelische Kirchengemeinde gegründet wurde, die wenige Jahre später bereits 1500 Mitglieder hatte. Mit der etwas älteren Gemeinde im nördlich gelegenen Nachbarort Wahlschied war sie pfarramtlich verbunden.
Die Gottesdienste für beide Gemeinden wurden in Wahlschied in einer kleinen Kirche aus dem 18. Jahrhundert abgehalten. Bereits im Jahr 1890 war in Holz die Gründung eines Kirchenbauvereins erfolgt, der den Neubau einer gemeinsamen Kirche für Holz und Wahlschied zum Ziel hatte. Geplant war, die neue Kirche, die die gemeinsam genutzte Gottesdienststätte in Wahlschied ersetzen sollte, in Holz zu errichten. Die Gemeindevertretung in Wahlschied trat dem aber vehement entgegen. In der Folge kam es zwischen Holz und Wahlschied zu massiven Auseinandersetzungen über den geplanten Kirchenneubau. Am Ende scheiterten alle Versuche, den Bau eines gemeinsamen evangelischen Gotteshauses für Holz und Wahlschied zu realisieren. Daraufhin kam es in Holz zum Bau einer eigenen Kirche, der von der Provinzialkirche und dem Gustav-Adolf-Werk unterstützt wurde. Architekt Heinrich Güth (Saarbrücken) zeichnete für die Baupläne verantwortlich. Die Grundsteinlegung für den Kirchenbau in Holz erfolgte am 17. September 1899. Die Einweihung der fertiggestellten Kirche fand am 1. November 1900 statt. Die Pläne für die in den Jahren 1901 bis 1903 neu errichtete evangelische Kirche in Wahlschied stammten ebenfalls von Güth.
Die ersten Restaurierungsmaßnahmen an der Kirche wurden im Jahr 1930 vorgenommen. Den Zweiten Weltkrieg überstand die Kirche ohne größere Schäden. Lediglich die Fenster wurden zerstört.
In den Jahren 1957 bis 1961 erfolgte unter Architekt Zieboldt (Heusweiler) eine Restaurierung, bei der der Innenraum im Jahr 1960 eine schlichte weiße Ausmalung erhielt und die Ausstattung eine Modernisierung erfuhr.
Im Jahr 1976 wurden die Gemeinden Holz und Wahlschied zur gemeinsamen Kirchengemeinde Wahlschied-Holz mit gemeinsamer Finanzverwaltung und einem Presbyterium vereinigt.
Die letzten größeren Restaurierungs- und Umbaumaßnahmen fanden im Jahr 1994 statt. Dabei wurde im Altarraum das Altarpodest entfernt. Ferner suchte man, die Änderungen durch die Restaurierungsmaßnahmen der Jahre 1957 bis 1961 wieder rückgängig zu machen.

## Architektur und Ausstattung
Das als Saalkirche errichtete Kirchengebäude ist im Stil des Historismus gehalten, wobei Architekt Güth vor allem auf Formen der frühen Gotik zurückgriff. Die Bauanlage besteht aus einem vierachsigen Langhaus, das im Osten durch einen 4/8-Chor abgeschlossen wird, und im Westen ein eingezogenes Orgelhaus aufweist, in dem sich auch das Haupteingangsportal befindet. An den Chor ist außerdem noch eine Sakristei angebaut. Der Glockenturm mit pyramidenförmigem Spitzhelm, in den auf allen vier Seiten Zifferblätter der Turmuhr integriert sind, steht seitlich vor der Nordwestecke des Langhauses. Das Mauerwerk ist überwiegend verputzt, ausgenommen einzelne Werksteindetails aus rötlichem Sandstein, die so zur Gliederung des Kirchengebäudes beitragen.
Der Innenraum wird bestimmt durch eine in den Dachstuhl gezogene Holzdecke. Der Chorraum, der über vier Fenster verfügt, ist gewölbt und weist spitz zulaufende Stirnwände auf. In ihm ist der Altar aufgestellt. Teile des Altars und einzelne Kirchenbänke, die sich in zwei Blöcken links und rechts eines Mittelganges anordnen, gehören noch zur ursprünglichen Ausstattung. Über dem Eingang befindet sich eine hölzerne Empore.
Weitere Ausstattungsgegenstände sind das Altarkreuz und Kerzenständer aus dem Jahr 1994. An der Decke befinden sich Malereien, die 1994 bei Restaurierungsarbeiten wiederentdeckt wurden.

### Orgel
Die Orgel der Kirche wurde im Jahr 1992 von der Firma Hugo Mayer Orgelbau aus dem benachbarten Heusweiler erbaut und auf der Empore über dem Eingang installiert. Dabei wurden Pfeifen des Vorgängerinstrumentes wiederverwendet. Es handelte sich um eine mechanische zweimanualige Schleifladen-Orgel mit zehn Registern, bei der die Pfeifen über dem Spieltisch frei stehen. Die Disposition lautet wie folgt:
| I Hauptwerk C–g3 |            |       |
| 1.               | Principal  | 8′    |
| 2.               | Bourdon    | 8′    |
| 3.               | Octave     | 4′    |
| 4.               | Mixtur III | 1 ⁄3′ |

| II Positiv C–g3 |           |        |
| 5.              | Gedeckt   | 8′     |
| 6.              | Rohrflöte | 4′     |
| 7.              | Quinte    | 2 ⁄3′  |
| 8.              | Principal | 2′     |
| 9.              | Terz      | 1 3⁄5′ |
|                 | Tremolo   |        |

| Pedal C–f1 |         |     |
| 10.        | Subbass | 16′ |

- Koppeln: II/I, I/P, II/P